# Bayside (Wisconsin)
Bayside – wieś w Stanach Zjednoczonych, w stanie Wisconsin, w hrabstwie Milwaukee.